# Ensian
Ensian (Gentiana) er en slægt med ca. 400 arter, som findes på alle kontinenter (undtagen Antarktis). Slægten består af urteagtige planter med modsatte blade, som ofte danner en grundstillet roset. Blomsterne har sammenvoksede kronblade, der danner en klokke. Farven kan være hvid, gul eller blå (mere sjældent også rød).
| Beskrevne arter |

- Stængelløs ensian (Gentiana acaulis)
- Smalbægret ensian (Gentiana amarella)
- Svalerodensian (Gentiana asclepiadea)
- Bredbægret ensian (Gentiana campestris)
- Gul ensian (Gentiana lutea)
- Klokkeensian (Gentiana pneumonante)
- Kaukasisk ensian (Gentiana septemfida)
- Kinesisk ensian (Gentiana sino-ornata)
- Engensian (Gentiana uliginosa)
- Vårensian (Gentiana verna)

| Andre arter |

| - Gentiana affinis - Gentiana alba - Gentiana algida - Gentiana alpina - Gentiana andrewsii - Gentiana angustifolia - Gentiana apiata - Gentiana bavarica - Gentiana bigelovii - Gentiana brachyphylla - Gentiana burseri - Gentiana calycosa - Gentiana campanulata - Gentiana clusii - Gentiana crassicaulis - Gentiana cruciata - Gentiana dahurica - Gentiana decumbens - Gentiana depressa - Gentiana dinarica | - Gentiana douglasiana - Gentiana elwesii - Gentiana excisa - Gentiana farreri - Gentiana fauriei - Gentiana favratii - Gentiana fetisowii - Gentiana freyniana - Gentiana frigida - Gentiana froelichii - Gentiana gelida - Gentiana glauca - Gentiana imbricata - Gentiana kesselringii - Gentiana kurroo - Gentiana loureiroi - Gentiana macrophylla - Gentiana makinoi - Gentiana manshurica - Gentiana newberryi | - Gentiana nivalis - Gentiana olgae - Gentiana olivieri - Gentiana ornata - Gentiana pannonica - Gentiana parryi - Gentiana pedicellata - Gentiana phlogifolia - Gentiana phyllocalyx - Gentiana platypetala - Gentiana prolata - Gentiana przewalskii - Gentiana pterocalyx - Gentiana puberulenta - Gentiana pumila - Gentiana punctata - Gentiana purdomii - Gentiana purpurea - Gentiana pyrenaica - Gentiana rigescens | - Gentiana rostanii - Gentiana saponaria - Gentiana scabra - Gentiana sceptrum - Gentiana schistocalyx - Gentiana setigera - Gentiana sikkimensis - Gentiana straminea - Gentiana stylophora - Gentiana tibetica - Gentiana triflora - Gentiana tubiflora - Gentiana uchiyamae - Gentiana walujewii |